# Dichrogaster perlae
Dichrogaster perlae là một loài tò vò trong họ Ichneumonidae.